# Нака (уезд, Канагава)
Нака (яп. 中郡 Нака-гун) уезд расположен в префектуре Канагава, Япония.

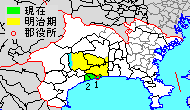
Расположение уезда Нака в префектуре Канагава. Жёлтым цветом в период Мейдзи, зелёным в настоящее время.
1. — Оисо, 2. — Ниномия

По оценкам на 1 апреля 2017 года, население составляет 59,557 человек, площадь 26.26 км², плотность 2,270 человек / км².

## Посёлки и сёла
- Ниномия
- Оисо